# Dispacciamento
In ingegneria elettrica il dispacciamento è l'attività diretta ad impartire disposizioni per l'utilizzazione e l'esercizio coordinato degli impianti di produzione e della rete di trasmissione dell'energia elettrica, nonché dei servizi ausiliari.

## Descrizione
Nel settore dell'energia elettrica, è il servizio che copre in ogni istante l'equilibrio tra la domanda e l'offerta di energia elettrica. Ciò si rende necessario perché non è possibile immagazzinare l'energia elettrica prodotta, ed è quindi necessario un sistema di monitoraggio che fornisca il valore di quanta energia sia necessario produrre, istante per istante, con continuità e sicurezza per il territorio.
La frequenza di rete (50 Hz) ammette solo lievi oscillazioni (max + o - 2%) ed è direttamente connessa al bilanciamento tra produzione e consumo; la regolazione del bilancio della potenza attiva in rete è detta "regolazione frequenza-potenza".
Il principale indicatore in Sala Controllo è un grande frequenzimetro con precisione fino al centesimo di Hz.
Il dispacciatore, in coordinamento con i subordinati "centri ripartizione" e "controllo carico", procede alla stima dei carichi giornalieri sulla base delle serie storiche e del contesto (giorno feriale o festivo, previsioni atmosferiche ecc.) e determina i piani di produzione delle centrali elettriche; governa la rete e predispone l'assetto della rete in funzione, oltre che del bilanciamento della produzione e dei carichi, anche dell'indisponibilità di elementi di rete (centrali di produzione, stazioni di trasformazione e smistamento, linee) per lavori o per guasto.
È possibile in tempo reale visionare il fabbisogno di energia elettrica dell'Italia mediante il diagramma di carico giornaliero, che riporta (aggiornandosi ogni 15 minuti) la previsione di carico effettuata dal dispacciatore e il carico reale.
È molto importante anche la regolazione "potenza reattiva-tensione" che determina i valori delle tensioni ai nodi (stazioni) e quindi anche alle utenze; la tensione è il secondo parametro contrattuale ed ha un range ammissibile maggiore di quello della frequenza, ma comunque limitato al + o - 10%. Perciò anche per le centrali e per le stazioni (laddove provviste di compensatori sincroni) il dispacciamento e la ripartizione determinano il piano di produzione della potenza reattiva.
Il tutto è monitorato in tempo reale.
Ogni stato ha un suo sistema di gestione: per esempio, quello italiano è interconnesso a quello degli altri stati europei, ed è coordinato dal Centro nazionale di controllo, che tiene sotto controllo 293 linee elettriche, di cui 3 cavi sottomarini, 281 linee nazionali a 380 kV e 9 interconnessioni tra l'Italia e altri stati. Sempre in Italia, il mercato del servizio del dispacciamento è gestito da Terna. Il prezzo dispacciamento (PD) viene fissato ogni tre mesi dall'Autorità per l'energia.

## Diagramma di carico giornaliero di energia elettrica
Il diagramma di carico giornaliero di energia elettrica riporta i consumi previsti dal dispacciatore per la giornata (linea arancione) e i consumi reali (linea blu) aggiornati in tempo reale (ogni 15 minuti). Tale andamento varia nel corso della settimana e nel corso dell'anno in funzione di svariati fattori, climatici, ambientali, lavorativi, sociali ecc...
L'ente dispacciatore pubblica ogni anno i diagrammi giornalieri della potenza oraria richiesta dalla rete italiana riferiti al terzo mercoledì di ciascun mese dell'anno.

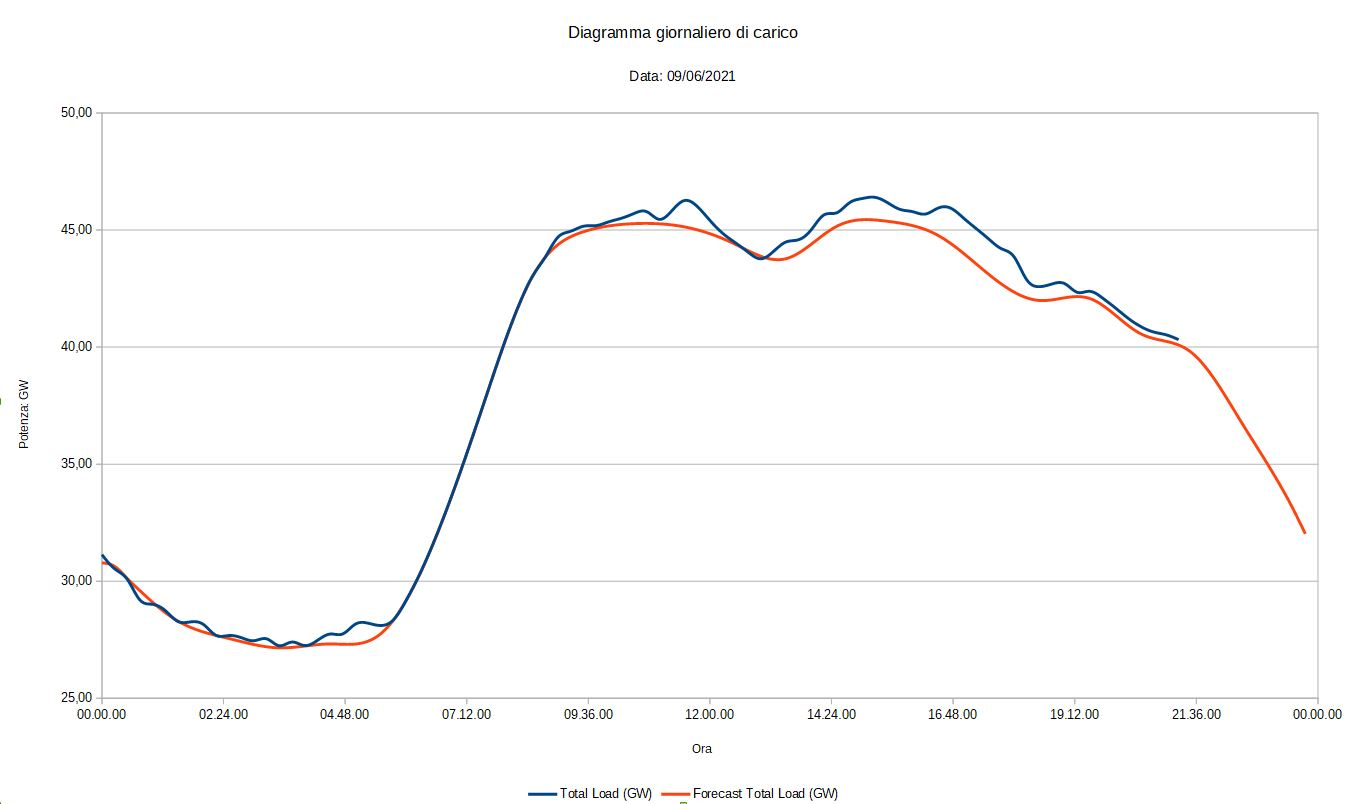
Rielaborazione con foglio di calcolo del Diagramma giornaliero di carico elettrico per l'Italia del 09-06-2021 su dati TERNA SpA

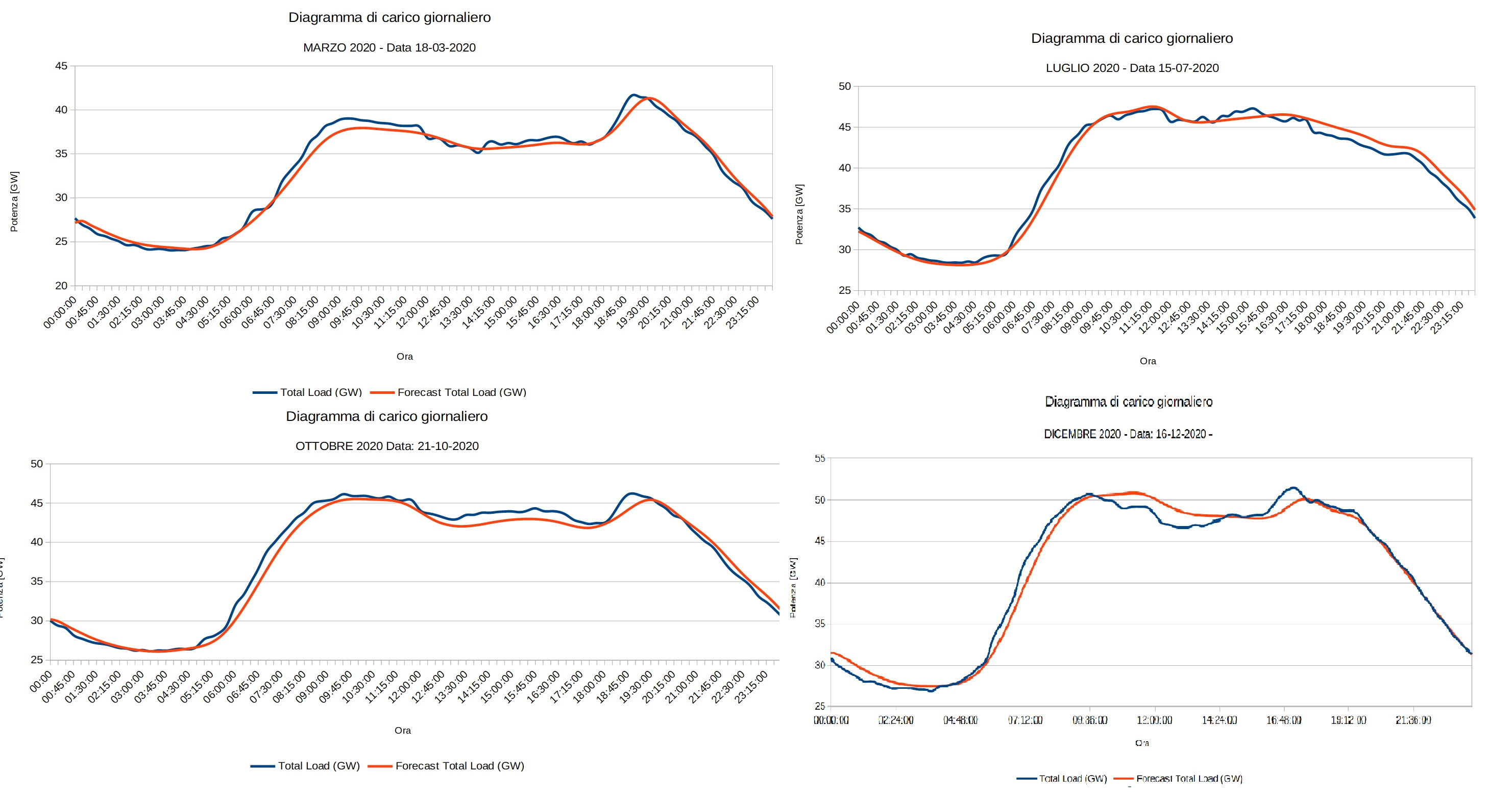
Confronto tra i Diagrammi di Carico mensili - 2020 fonte dati TERNA SpA

Osservando tali diagrammi si nota che durante l'arco della singola giornata nei periodi invernali si hanno generalmente due picchi, uno verso le 10-11 della mattina e uno verso 17-19 del pomeriggio. 
Nei periodi estivi il diagramma assume un andamento con tre punte aggiungendo un picco verso le 19-20. La richiesta di energia elettrica dipende quindi da molti fattori. Durante l'arco dell'anno i picchi assoluti si riscontrano in estate e in inverno. Il picco estivo, generalmente è legato al caldo torrido che induce i consumatori ad un ricorso massiccio a condizionatori ed apparecchiature refrigeranti, con il conseguente incremento della domanda di energia elettrica. Nel periodo invernale invece il picco è dovuto generalmente all'incremento dei consumi di energia elettrica in concomitanza con le settimane precedenti alle festività natalizie, ma anche al peggioramento delle condizioni meteorologiche e all'accorciarsi delle giornate e il conseguente ricorso all'illuminazione artificiale fin dalle prime ore del pomeriggio.

### Dispacciamento e curiosità
Il sistema di dispacciamento è stato utilizzato da alcune trasmissioni televisive negli anni '70 ( Mille e una luce - Claudio Lippi 1978 e L'altra campana- Portobello (programma televisivo 1977)- Enzo Tortora) come primo sistema di televoto. In base ad un accordo RAI e Dispacciatore (all'epoca ENEL), si poteva votare accendendo e spegnendo le luci di casa: grazie al dispacciamento nascevano i primi programmi interattivi.

## Dispacciamento e fonti di energia rinnovabile
L'aumento della produzione dell'energia elettrica legata alle fonti rinnovabili rende più difficile la gestione del dispacciamento. In Italia fino all'anno 2010 la produzione dell'energia elettrica dovuta a fonti rinnovabili era poco meno del 20%, di cui oltre il 15% dovuta alla risorsa idroelettrica e la restante parte geotermica, eolica e fotovoltaica. Dopo il 2010, gli incentivi legati alla produzione di energia elettrica da fonte fotovoltaica (Conto Energia) iniziati nel 2005, portano ad un incremento significativo del quantitativo di energia elettrica da tale fonte, fino ad arrivare nel 2015 già ad oltre il 10% di energia da fotovoltaico. Se questo dal punto di vista energetico è un aspetto positivo, in quanto contribuisce a ridurre l'utilizzo dei combustibili fossili per la produzione dell'energia elettrica (passata da poco meno del 67% nel 2010 al 57% nel 2015), è un aspetto negativo per il dispacciamento. Mentre le fonti rinnovabili tradizionali (come l’idroelettrico) sono controllabili, le fonti rinnovabili come quella fotovoltaica e eolica sono: variabili durante l'arco della giornata, disponibili e variabili rapidamente in base alle condizioni meteorologiche e tali variazioni non sempre risultano di facile previsione. Questo contribuisce a rendere più complesso la gestione del dispacciamento e in particolare il bilanciamento istantaneo tra domanda e offerta di energia elettrica, rendendo la rete più soggetta a rischio black-out. Inoltre per motivi tecnici gli impianti da fonte fotovoltaica e eolica generalmente sono connessi alle reti BT e MT e non a quella AT sulla quale vi è il controllo del dispacciatore. Per questo motivo l'aumento della produzione da fonti rinnovabili deve essere seguita da un cambiamento della rete, dove anche le reti BT e MT possano diventare reti "intelligenti", ovvero smart-grid.

## Il sistema di dispacciamento italiano

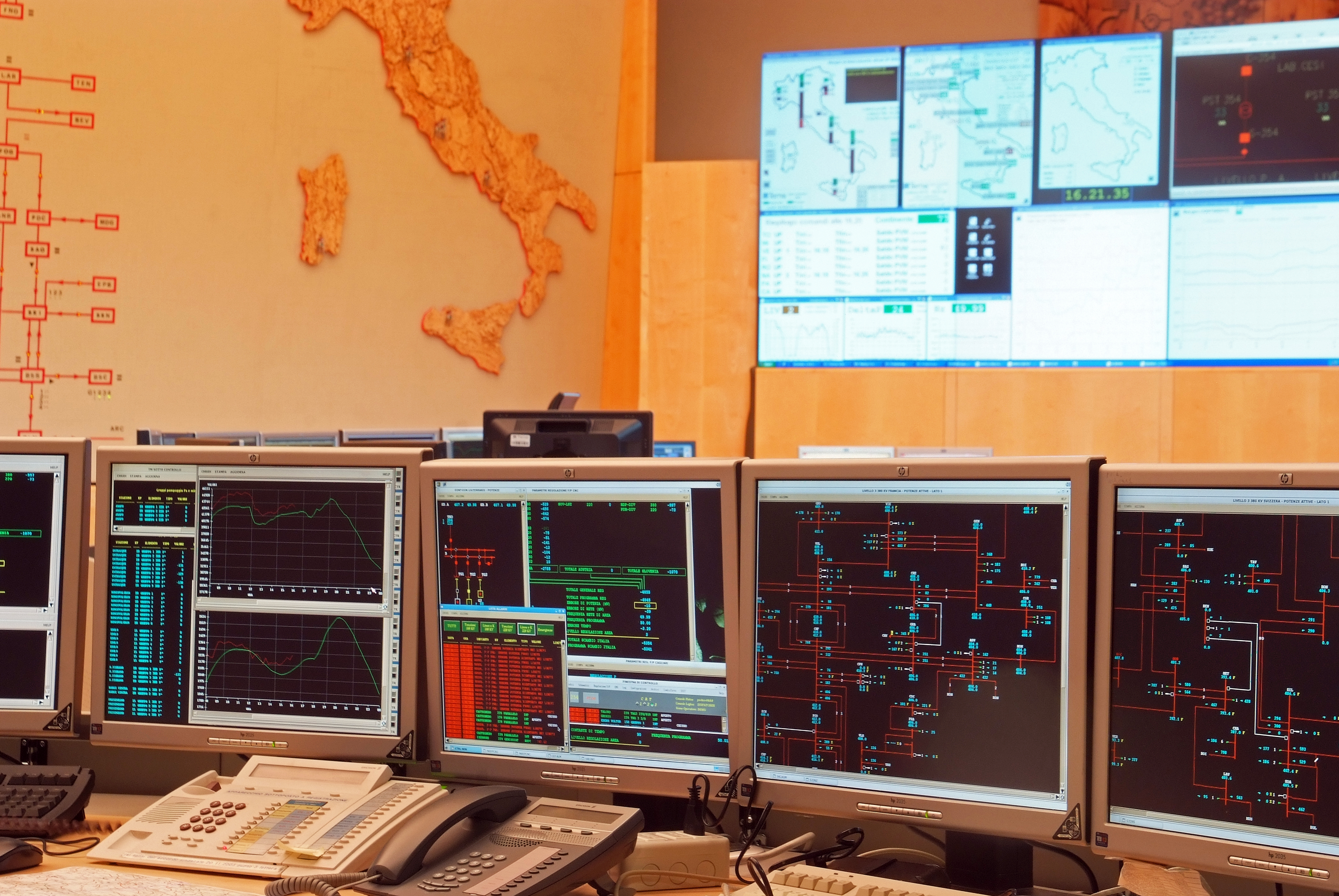
Dispacciamento - Sala controllo

Il dispacciatore italiano nacque negli anni '70 per migliorare l'efficienza e per ottimizzare il sistema elettrico italiano. L'Italia consuma più energia di quanto ne produca, pertanto, oltre al controllo dei centri di produzione il dispacciatore, deve controllare e programmare gli scambi energetici con l'estero. Tutti gli stati confinanti sono interconnessi con la rete elettrica italiana tramite elettrodotti a 380 kV, 220 kV ed infine HVDC, fino a 500 kV (solitamente cavi sottomarini).
Il dispacciamento italiano, nella sua architettura iniziale, era costituito da un centro nazionale di controllo (CNC) situato a Roma in località Fidene, più otto centri di ripartizione e controllo (CRC) ubicati a Roma, Milano, Torino, Napoli, Cagliari, Palermo, Venezia e Firenze. La prima versione del sistema informatico che controlla il dispacciamento italiano venne realizzato dalla società Rockwell International ed era basato sull'elaboratore DECsystem 10 per quanto riguarda il CNC, mentre i ripartitori (CRC) erano basati su elaboratori della famiglia Digital PDP-11. Una delle caratteristiche principali del sistema era che il ripartitore di Milano era l'unico in grado di prendere il controllo al posto di quello romano, nel caso quest'ultimo perdesse alcune o tutte le funzionalità per guasto, attentato o disastro atmosferico e/o ambientale.
Il cuore del software del dispacciatore è denominato LFC (Load Frequency Control = Controllo Carico Frequenza). Uno dei parametri fondamentali da tenere sotto controllo è infatti la frequenza della rete (50 Hz); una eccessiva deviazione da tale frequenza infatti è un segnale predittivo di crisi estremamente importante a seguito del quale la rete elettrica deve reagire incrementando la produzione, oppure operando stacchi di emergenza per evitare il distacco ad opera delle protezioni di sottofrequenza ubicate nei centri di produzione. Una particolarità della prima versione del dispacciatore italiano fu quella di poter operare il controllo verso il CRC di Cagliari esclusivamente in tensione e non in frequenza, a quei tempi infatti l'unica interconnessione di potenza fra il continente e la Sardegna era costituita da un cavo sottomarino in corrente continua, che da Piombino andava verso lo stretto di Bonifacio; le carte nautiche riportavano degli avvisi a proposito del percorso del cavo, dove le bussole potevano risultare inattendibili per effetto del forte campo magnetico.
Il sistema ha subito negli anni numerose modifiche, la prima, negli anni novanta è stata essenzialmente di rinnovamento hardware e software, che lo ha portato ad adottare elaboratori tecnologicamente più avanzati rispetto ai precedenti (Digital VAX 9630 e successivamente Alpha 10000).
Successivamente, l'avvento del mercato libero dell'energia e la massiccia introduzione nella rete di piccoli produttori, ha portato il dispacciatore ad essere un sistema in continua e rapida evoluzione, in modo da poter stare al passo con la dinamicità della rete elettrica. I ripartitori sono passati da otto a quattro e sono state adottate nuove tecnologie di analisi e rilevamento dei dati della rete, in grado di trasmettere i dati salienti al centro di controllo di Roma molto più velocemente (sistema SCADA di tipo WAMS). Grazie alle nuove reti basate su tecnologia IP e agli apparati di acquisizione PMU (Phasor measurement unit), i sistemi di dispacciamento possono arrivare a ricevere un pacchetto con i dati di ogni punto nevralgico della rete ogni 20ms, cioè ad ogni ciclo, contro i due secondi degli albori di tali tecnologie.